# Sopstrejken i Stockholm 2017
Sopstrejken i Stockholm 2017 som började den 5 juli då ett 50-tal sophämtare för Reno Norden gick ut i en vild strejk. Skälen till strejken var att arbetsgivaren Reno Norden dels ville förändra bonusvillkoren i lönesättningen, vilket i praktiken skulle innebära sänkt lön för de anställda, och dels att Stockholm vatten och avfall krävde att Reno Norden skulle märka och katalogisera alla nycklar. De strejkande arbetarna menade att de kraven skulle göra det lättare att ersätta för företaget. Dagen efter att strejken utbröt lämnade Reno Norden in en anmälan till AD (Arbetsdomstolen).
Den 12 juli sa cirka 65 arbetare upp sig på Reno Norden och dagen efter, den 13 juli, gick ett femtiotal sophämtare på Liselott Lööf AB ut i en sympatistrejk samtidigt som Reno Norden tillfälligt höjde arbetstiden för de som inte deltog i strejken. Reno Norden började också rekrytera nya miljöarbetare då ungefär 65 av deras arbetare sade upp sig den 12 juli.
Den 14 juli kom ett utslag från AD som slog fast att 29 sophämtare skulle återgå i tjänst, medan AD avslog Reno Nordens krav att sex miljöarbetare som sjukskrivit sig med läkarintyg skulle återgå i tjänst. De arbetare som sagt upp sig var enligt utslaget tvungna att arbeta under uppsägningstiden. Den 7 mars 2018 kom en slutgiltig dom från AD där det slogs fast att strejken var olovlig och att de deltagande i strejken skulle betala skadestånd på antingen 2 500, 3 000 eller 3 500 kronor.